# Giro d'Itàlia de 1973
El Giro d'Itàlia de 1973 fou la 56a edició del Giro d'Itàlia i es disputà entre el 18 de maig i el 9 de juny de 1973, amb un recorregut de 3.801 km distribuïts en un pròleg i 20 etapes. 140 ciclistes hi van prendre part, acabant-lo 113 d'ells. La sortida fou a Verviers, Bèlgica, i l'arribada a Trieste, Friül-Venècia Júlia.
La cursa va ser guanyada pel belga Eddy Merckx de l'equip Molteni. El segon i tercer lloc foren ocupats pels italians Felice Gimondi i Giovanni Battaglin, respectivament. A més de la classificació general, Merckx va guanyar la classificació per punts. En les altres classificacions secundàries, José Manuel Fuente, del KAS, va guanyar la classificació de la muntanya i el Molteni la classificació per punts per equips.

## Favorits
El vigent campió Eddy Merckx (Molteni) va anunciar que competiria tant a la Volta a Espanya com al Giro. Entre les dues curses sols hi havia cinc dies de descans. Malgrat això, i amb la victòria a la Vuelta, Merckx es va presentar al Giro com a gran favorit. Es creia que Merckx tenia un equip molt fort, amb gregaris de luxe com Roger Swerts, Victor Van Schil i Jos Deschoenmaecker, entre d'altres.
Felice Gimondi (Bianchi), que havia guanyat la cursa el 1967 i 1969, no es veia en bones condicions per poder lluitar per la general. Amb tot, encara era vist com un possible aspirant a la victòria final. El director del Molteni, Giorgio Albani, creia que el rival més fort de Merckx seria Gimondi. Albani considerava als espanyols José Manuel Fuente, Francisco Galdós i Santiago Lazcano uns rivals perillosos a les muntanyes, però no els veia lluitant per la general. L'equip KAS era considerat un fort rival del Molteni pel potencial que podia exhibir en la muntanya. Algunes fonts consideraven a Roger de Vlaeminck (Brooklyn) com la sorpresa en la classificació general, i la major amenaça de Merckx. L'antic vencedor del Giro, Gianni Motta (Zonca) també va disputar la cursa, però duia una temporada molt irregular fins al moment. Gösta Pettersson (Ferretti), vencedor el 1971 era vist com un possible rival en la classificació general, però també hi ha qui opinava que havia perdut part del seu nervi. Italo Zilioli (Dreher), Franco Bitossi (Sammontana) i Michele Dancelli (Scic) eren altres ciclistes italians amb possibilitats d'aconseguir una bona classificació final.
Marino Basso (Bianchi), Gerben Karstens (Ovest Rokado), Rik Van Linden (Ovest Rokado), Patrick Sercu (Brooklyn) i Bitossi serien els principals ciclistes que lluitarien pel les victòries d'etapa a l'esprint.
El cineasta francès Claude Lelouch va anunciar que realitzaria una pel·lícula centrada en Merckx, que incorporaria imatges de la Volta a Espanya i d'aquest Giro d’Itàlia.

## Equips participants
En aquesta edició del Giro hi van prendre part 14 equips formats per 10 ciclistes cadascun, per formar un pilot amb 140 corredors.
| Núm.  | Codi | Equip       |
| ----- | ---- | ----------- |
| 1-10  | MOL  | Molteni     |
| 11-20 | BIA  | Bianchi     |
| 21-30 | BRO  | Brooklyn    |
| 31-40 | DRE  | Dreherforte |
| 41-50 | FIL  | Filotex     |
| 51-60 | FLA  | Flandria    |
| 61-70 | GBC  | G.B.C.      |

| Núm.    | Codi | Equip          |
| ------- | ---- | -------------- |
| 71-80   | JOL  | Jolly Ceramica |
| 81-90   | KAS  | KAS            |
| 91-100  | MAG  | Magniflex      |
| 101-110 | ROK  | Rokado         |
| 111-120 | SAM  | Sammontana     |
| 121-130 | SCI  | Scic           |
| 131-140 | ZON  | Zonca          |

## Etapes
| Etapa | Data       | Recorregut                          |                             | Km  | Vencedor d'etapa                       | Líder de la general |
| ----- | ---------- | ----------------------------------- | --------------------------- | --- | -------------------------------------- | ------------------- |
| Prol. | 18 de maig | Verviers (BEL)                      | contrarellotge per parelles | 5   | Eddy Merckx (BEL) · Roger Swerts (BEL) | Eddy Merckx (BEL)   |
| 1ª    | 19 de maig | Verviers (BEL) - Colònia (GER)      | Etapa plana                 | 137 | Eddy Merckx (BEL)                      | Eddy Merckx (BEL)   |
| 2ª    | 20 de maig | Colònia (GER) - Luxemburg (LUX)     | Etapa plana                 | 227 | Roger de Vlaeminck (BEL)               | Eddy Merckx (BEL)   |
| 3ª    | 21 de maig | Luxemburg (LUX) - Estrasburg (FRA)  | Etapa plana                 | 239 | Gustave van Roosbroeck (BEL)           | Eddy Merckx (BEL)   |
| 4ª    | 22 de maig | Ginebra (SUI) - Aosta               | Etapa de muntanya           | 163 | Eddy Merckx (BEL)                      | Eddy Merckx (BEL)   |
|       | 23 de maig | dia de descans                      |                             |     |                                        |                     |
| 5ª    | 24 de maig | Saint-Vincent - Milà                | Etapa plana                 | 173 | Gerben Karstens (NED)                  | Eddy Merckx (BEL)   |
| 6ª    | 25 de maig | Milà - Iseo                         | Etapa de mitja muntanya     | 144 | Gianni Motta (ITA)                     | Eddy Merckx (BEL)   |
| 7ª    | 26 de maig | Iseo - Lido delle Nazioni           | Etapa plana                 | 248 | Rik Van Linden (BEL)                   | Eddy Merckx (BEL)   |
| 8ª    | 27 de maig | Lido delle Nazioni - Monte Carpegna | Etapa de muntanya           | 156 | Eddy Merckx (BEL)                      | Eddy Merckx (BEL)   |
| 9ª    | 28 de maig | Carpegna - Alba Adriatica           | Etapa plana                 | 243 | Patrick Sercu (BEL)                    | Eddy Merckx (BEL)   |
| 10ª   | 29 de maig | Alba Adriatica - Lanciano           | Etapa de mitja muntanya     | 174 | Eddy Merckx (BEL)                      | Eddy Merckx (BEL)   |
| 11ª   | 30 de maig | Lanciano - Benevento                | Etapa plana                 | 230 | Roger de Vlaeminck (BEL)               | Eddy Merckx (BEL)   |
| 12ª   | 31 de maig | Benevento - Fiuggi                  | Etapa de mitja muntanya     | 236 | Tullio Rossi (ITA)                     | Eddy Merckx (BEL)   |
| 13ª   | 1 de juny  | Fiuggi - Bolsena                    | Etapa plana                 | 215 | Roger de Vlaeminck (BEL)               | Eddy Merckx (BEL)   |
| 14ª   | 2 de juny  | Bolsena - Florència                 | Etapa plana                 | 202 | Francesco Moser (ITA)                  | Eddy Merckx (BEL)   |
| 15ª   | 3 de juny  | Florència - Forte dei Marmi         | Etapa plana                 | 150 | Martín Emilio Rodríguez (COL)          | Eddy Merckx (BEL)   |
|       | 4 de juny  | dia de descans                      |                             |     |                                        |                     |
| 16ª   | 5 de juny  | Forte dei Marmi - Forte dei Marmi   | contrarellotge individual   | 37  | Felice Gimondi (ITA)                   | Eddy Merckx (BEL)   |
| 17ª   | 6 de juny  | Forte dei Marmi - Verona            | Etapa plana                 | 244 | Rik Van Linden (BEL)                   | Eddy Merckx (BEL)   |
| 18ª   | 7 de juny  | Verona - Andalo                     | Etapa de muntanya           | 173 | Eddy Merckx (BEL)                      | Eddy Merckx (BEL)   |
| 19ª   | 8 de juny  | Andalo - Auronzo di Cadore          | Etapa de muntanya           | 208 | José Manuel Fuente (ESP)               | Eddy Merckx (BEL)   |
| 20ª   | 9 de juny  | Auronzo di Cadore - Trieste         | Etapa plana                 | 197 | Marino Basso (ITA)                     | Eddy Merckx (BEL)   |

## Classificacions finals

### Classificació general
| Classificació General | Classificació General    | Classificació General | Classificació General |
| Pos.                  | Ciclista                 | Equip                 | Temps                 |
| --------------------- | ------------------------ | --------------------- | --------------------- |
| 1                     | Eddy Merckx (BEL)        | Molteni               | 106h 54' 41"          |
| 2                     | Felice Gimondi (ITA)     | Bianchi               | + 7' 42"              |
| 3                     | Giovanni Battaglin (ITA) | Jolly Ceramica        | + 10' 20"             |
| 4                     | Josep Pesarrodona (ESP)  | KAS                   | + 15' 51"             |
| 5                     | Santiago Lazcano (ESP)   | KAS                   | + 19' 11"             |
| 6                     | Wladimiro Panizza (ITA)  | G.B.C.                | + 19' 45"             |
| 7                     | Ole Ritter (DEN)         | Bianchi               | + 24' 24"             |
| 8                     | José Manuel Fuente (ESP) | KAS                   | + 26' 06"             |
| 9                     | Francisco Galdós (ESP)   | KAS                   | + 26' 35"             |
| 10                    | Gianni Motta (ITA)       | Zonca                 | + 26' 49"             |

|   | Ciclista                 | Equip          | Punts |
| - | ------------------------ | -------------- | ----- |
| 1 | José Manuel Fuente (ESP) | KAS            | 550   |
| 2 | Eddy Merckx (BEL)        | Molteni        | 510   |
| 3 | Giovanni Battaglin (ITA) | Jolly Ceramica | 180   |
| 4 | Felice Gimondi (ITA)     | Bianchi        | 110   |
| 5 | Lino Farisato (ITA)      | Scic           | 100   |

|   | Ciclista                 | Equip    | Punts |
| - | ------------------------ | -------- | ----- |
| 1 | Eddy Merckx (BEL)        | Molteni  | 237   |
| 2 | Roger de Vlaeminck (BEL) | Brooklyn | 216   |
| 3 | Felice Gimondi (ITA)     | Bianchi  | 146   |
| 4 | Rik Van Linden (BEL)     | Rokado   | 141   |
| 5 | Gerben Karstens (NED)    | Rokado   | 132   |

|   | Ciclista                 | Equip          | Punts |
| - | ------------------------ | -------------- | ----- |
| 1 | Eddy Merckx (BEL)        | Molteni        | 4     |
| 2 | Felice Gimondi (ITA)     | Bianchi        | 9     |
| 3 | Giovanni Battaglin (ITA) | Jollj Ceramica | 17    |
| 4 | José Manuel Fuente (ESP) | KAS            | 18    |

|   | Ciclista                | Equip     | Punts |
| - | ----------------------- | --------- | ----- |
| 1 | Domingo Perurena (ESP)  | KAS       | 170   |
| 2 | Ercole Gualazzini (ITA) | Bianchi   | 110   |
| 3 | Gianni Motta (ITA)      | Zonca     | 70    |
| 4 | Joseph Bruyère (BEL)    | Molteni   | 60    |
| 5 | Enrico Paolini (ITA)    | Scic      | 40    |
| 5 | Piero Dallai (ITA)      | Magniflex | 40    |

|   | Rider                    | Team           | Time         |
| - | ------------------------ | -------------- | ------------ |
| 1 | Giovanni Battaglin (ITA) | Jollj Ceramica | 107h 05' 01" |
| 2 | Francesco Moser (ITA)    | Filotex        | + 28' 22"    |
| 3 | Hennie Kuiper (NED)      | Rokado         | + 28' 30"    |
| 4 | Walter Riccomi (ITA)     | Sammontana     | + 1h 01' 34" |
| 5 | Luciano Conati (ITA)     | Scic           | + 1h 06' 27" |

|   | Equip    | Punts |
| - | -------- | ----- |
| 1 | Molteni  | 7,731 |
| 2 | Bianchi  | 4,434 |
| 3 | Brooklyn | 4,114 |
| 4 | Rokado   | 3,534 |
| 5 | KAS      | 3,534 |

## Evolució de les classificacions
| Etapa | Vencedor                   | Classificació general | Classificació per punts | Gran Premi de la muntanya | Classificació per equips |
| ----- | -------------------------- | --------------------- | ----------------------- | ------------------------- | ------------------------ |
| P     | Eddy Merckx & Roger Swerts | Eddy Merckx           | ?                       | no entregat               | no entregat              |
| 1     | Eddy Merckx                | Eddy Merckx           | ?                       | no entregat               | ?                        |
| 2     | Roger De Vlaeminck         | Eddy Merckx           | ?                       | no entregat               | ?                        |
| 3     | Gustave Van Roosbroeck     | Eddy Merckx           | ?                       | no entregat               | ?                        |
| 4     | Eddy Merckx                | Eddy Merckx           | ?                       | José Manuel Fuente        | ?                        |
| 5     | Gerben Karstens            | Eddy Merckx           | ?                       | José Manuel Fuente        | ?                        |
| 6     | Gianni Motta               | Eddy Merckx           | ?                       | Eddy Merckx               | ?                        |
| 7     | Rik Van Linden             | Eddy Merckx           | ?                       | Eddy Merckx               | ?                        |
| 8     | Eddy Merckx                | Eddy Merckx           | ?                       | Eddy Merckx               | ?                        |
| 9     | Patrick Sercu              | Eddy Merckx           | ?                       | Eddy Merckx               | ?                        |
| 10    | Eddy Merckx                | Eddy Merckx           | ?                       | Eddy Merckx               | ?                        |
| 11    | Roger De Vlaeminck         | Eddy Merckx           | ?                       | Eddy Merckx               | ?                        |
| 12    | Tullio Rossi               | Eddy Merckx           | ?                       | Eddy Merckx               | ?                        |
| 13    | Roger De Vlaeminck         | Eddy Merckx           | ?                       | Eddy Merckx               | ?                        |
| 14    | Francesco Moser            | Eddy Merckx           | ?                       | Eddy Merckx               | ?                        |
| 15    | Martín Emilio Rodríguez    | Eddy Merckx           | ?                       | Eddy Merckx               | ?                        |
| 16    | Felice Gimondi             | Eddy Merckx           | ?                       | Eddy Merckx               | ?                        |
| 17    | Rik Van Linden             | Eddy Merckx           | ?                       | Eddy Merckx               | ?                        |
| 18    | Eddy Merckx                | Eddy Merckx           | ?                       | Eddy Merckx               | ?                        |
| 19    | José Manuel Fuente         | Eddy Merckx           | ?                       | José Manuel Fuente        | ?                        |
| 20    | Marino Basso               | Eddy Merckx           | ?                       | José Manuel Fuente        | ?                        |
| Final | Final                      | Eddy Merckx           | Eddy Merckx             | José Manuel Fuente        | Molteni                  |